# Nashville Knights (LFL)
Die Nashville Knights sind ein in Nashville, im Bundesstaat Tennessee, beheimatetes Arena-Football-Damen-Team. Sie spielen in der Eastern Conference der US-amerikanischen Legends Football League (LFL) und tragen ihre Heimspiele im Nashville Municipal Auditorium aus.
Bei der Gründung im Jahr 2018 wurde Danika Brace, eine ehemalige Spielerin der Seattle Mist, als Trainerin verpflichtet. Sie wurde damit zur ersten weiblichen Trainerin in der LFL.

## Resultate
| Saison | Siege | Nieder- lagen | Unent- schieden | Platzierung           | Play-off-Ergebnis                                                           |
| ------ | ----- | ------------- | --------------- | --------------------- | --------------------------------------------------------------------------- |
| 2019   | 2     | 2             | 0               | 6. 1                  | nicht qualifiziert                                                          |
| 2018   | 4     | 0             | 0               | 1. Eastern Conference | 6:18-Niederlage gegen Chicago Bliss im Eastern Conference Championshipsgame |

## Aktueller Kader
| #  | Name       | Position    |
| -- | ---------- | ----------- |
| 15 | KK Matheny | Quarterback |